# Elisa (italská zpěvačka)
Elisa Toffoli (* 19. prosince 1977 Terst), známá pouze jako Elisa, je italská zpěvačka a písničkářka. Mezi její známé písně patří „Come Speak to Me“ z roku 2001 a „Dancing“ z roku 2002. V roce 2012 spolupracovala s Enniem Morriconem a skladbu „Ancora qui“ můžeme slyšet ve filmu Quentina Tarantina Nespoutaný Django (Django Unchained).
Nahrála celkem 9 studiových alb, 5 kompilací, 2 živá alba, 8 videoalb a 51 singlů. V Itálii prodala více než 3,5 milionů desek, získala 1 diamantovou, 1 multiplatinovou, 26 platinových a 5 zlatých desek.
V Itálii získala množství významných ocenění, například na festivalu v Sanremu v roce 2001 za píseň „Luce“ obdržela šest ocenění včetně prvního místa v kategorii Big. Dále získala ocenění Targa Tenco, dvakrát Premio Lunezia a čtrnáctkrát Italian Wind & Music Awards, na Festivalbaru, Nastro d’Argento a Premio Regia Televisiva. Umístila se také v MTV Europe Music Award.

## Život
Narodila se 19. prosince 1977 v Terstu. Již od dětství milovala hudbu, především od Arethy Franklin, Ozzyho Osbourna, Lizy Minnelliové, Raye Charlese a Madonny. Začala navštěvovat lekce kytary a psát si vlastní písničky. Ve 14 letech začala hrát s rockovou kapelou Seven Roads, v 16 letech se pak přidala ke skupině Blue Swing Orchestra.

## Kariéra

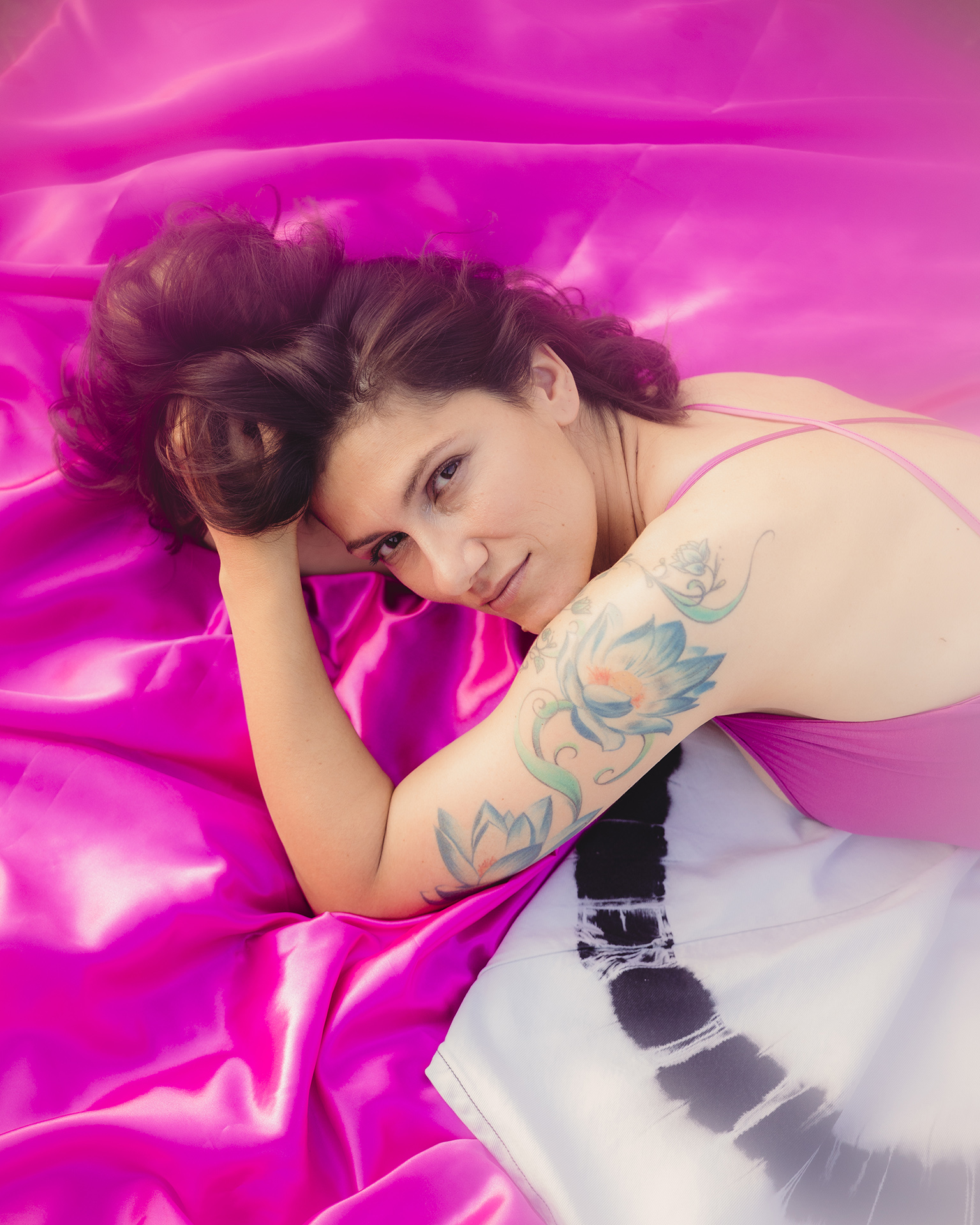
Italská zpěvačka Elisa Toffoli na snímku z roku 2020

V roce 1994 Elisa s pomocí rodiny a přátel natočila vlastní demo, které se dostalo do Sugar Records. O rok později již v San Franciscu nahrávala s producentem Corradem Rusticim svůj první singl, na kterém byly dvě skladby: „Inside a Flower“ a „So Delicate So Pure“.
V roce 1997 Elisa nahrála své první debutové album Pipes & Flowers, které dostalo dvě platinové desky. Začala být přirovnávána k Alanis Morissette a v roce 1997 ji Italian Music Awards zařadil mezi nejlepší nové umělce. Za své debutové album získala v roce 1998 ocenění Premio Tenco Award.
Její páté album Heart se stalo jedničkou v Itálii. V roce 2013 Elisa vydala své album L'Anima Vola, které se objevovalo v žebříčcích 18 měsíců a stalo se dvakrát platinovým. Součástí alba byla také skladba „Ancora Qui“, nahraná spolu s Enniem Morriconem pro film Django Unchained. Soundtrack k filmu byl v roce 2014 nominován na cenu Grammy za nejlepší soundtrack. V roce 2017 oslavila 20 let kariéry ve Veronské aréně. Popřát jí přišla řada význačných umělců, mezi nimi i LP, slavná americká zpěvačka italského původu, se kterou si společně zazpívaly píseň „Strange“.

## Diskografie

### Alba
| Rok  | Album              |
| ---- | ------------------ |
| 1997 | Pipes & Flowers    |
| 2000 | Asile's World      |
| 2001 | Then Comes the Sun |
| 2003 | Lotus              |
| 2004 | Pearl Days         |
| 2009 | Heart              |
| 2010 | Ivy                |
| 2013 | L'anima vola       |
| 2016 | On                 |
| 2018 | Diari aperti       |

### Kompilace
| Year | Album              |
| ---- | ------------------ |
| 2002 | Elisa              |
| 2006 | Soundtrack '96-'06 |
| 2007 | Caterpillar        |
| 2008 | Dancing            |
| 2017 | Soundtrack ‘97-‘17 |

## Osobní život
Elisa se svěřila se svým nelehkým dětstvím, měla zvláště komplikovaný vztah s otcem, který byl s Elisinou matkou, ale zároveň měl další rodinu, se kterou žil. V roce 2006 napsala píseň „Stay“ pojednávající o jejím vztahu s otcem. V roce 2015 Elisin otec zemřel.
V roce 2006 se Elisa dala dohromady se svým kytaristou Andreou Rigonatem, se kterým má dvě děti: Emmu Cecile a Sebastiana. V roce 2015 stvrdili svůj vztah manželským slibem. Dnes spolu manželé stále spolupracují na jevišti.